# Coburn
Coburn è una band elettronica di Londra (Regno Unito). I suoi membri sono Pete Martin e Tim Healey. È diventata famosa con la canzone We Interrupt this Programme, specialmente dopo il remix in house della stessa (2005).

## Discografia parziale
- Coburn's Theme (2003)
- How To Brainwash Your Friends EP (2003)
- Give Me Love (2005)
- Sugar Lips (2005)
- We Have The Technology (2005)
- We Interrupt This Program (2005)
- Give Me Love (2006)
- Superstar (2006)
- Coburn (2007)